# Lepanthes confusa
Lepanthes confusa är en orkidéart som beskrevs av Oakes Ames och Charles Schweinfurth. Lepanthes confusa ingår i släktet Lepanthes och familjen orkidéer. Inga underarter finns listade i Catalogue of Life.